# Estación Quebrada del Agua
Quebrada del Agua es una estación ferroviaria ubicada en el departamento de Los Andes, provincia de Salta, Argentina.
El lugar es efectivamente una quebrada, con agua de buena calidad. En la curva inmediatamente antes de llegar a esta estación aún se observan testimonios de la fallida construcción de un túnel, cuya finalidad era precisamente ampliar el radio de la curva.

## Servicios
Se encuentra actualmente sin operaciones de pasajeros.
Sus vías corresponden al Ramal C14 del Ferrocarril General Belgrano por donde transitan formaciones de carga de la empresa estatal Trenes Argentinos Cargas.